# Javor (Góry Lewockie)
Javor – szczyt górski w Górach Lewockich we wschodniej Słowacji. 1206 m n.p.m. Zalesiony. Szlaków turystycznych brak – szczyt leży w obrębie poligonu wojskowego Javorina.